# ピーター・デッカー&リナ・ラザラスシリーズ
ピーター・デッカー&リナ・ラザラスシリーズは、アメリカ合衆国の推理作家フェイ・ケラーマンによる推理小説のシリーズ。
ロサンゼルス市警の刑事ピーター・デッカーと、事件を通じて彼と知り合った正統派ユダヤ教徒のリナ・ラザラスが主人公のシリーズ。2人は宗教上の様々な問題を乗り越えて愛し合い、後に夫婦となる。第1作『水の戒律』は作者のデビュー作であり、マカヴィティ賞最優秀処女作賞を受賞した。

## シリーズ一覧
| #  | 邦題         | 原題                    | 刊行年月   | 刊行年月   | ISBN                                                    | レーベル      | 訳者       | 備考               |
| -- | ------------ | ----------------------- | ---------- | ---------- | ------------------------------------------------------- | ------------- | ---------- | ------------------ |
| 1  | 水の戒律     | The Ritual Bath         | 1986年5月  | 1993年4月  | ISBN 978-4-488-28201-1                                  | 創元推理文庫  | 高橋恭美子 | 訳者あとがき       |
| 2  | 聖と俗と     | Sacred and Profane      | 1987年5月  | 1993年12月 | ISBN 978-4-488-28202-8                                  | 創元推理文庫  | 高橋恭美子 | 穂井田直美巻末解説 |
| 3  | 豊穣の地     | Milk and Honey          | 1990年3月  | 1995年9月  | [上] ISBN 978-4-488-28203-5 [下] ISBN 978-4-488-28204-2 | 創元推理文庫  | 高橋恭美子 |                    |
| 4  | 贖いの日     | Day of Atonement        | 1991年3月  | 1997年7月  | ISBN 978-4-488-28205-9                                  | 創元推理文庫  | 高橋恭美子 |                    |
| 5  | 墜ちた預言者 | False Prophet           | 1992年8月  | 1999年8月  | ISBN 978-4-488-28208-0                                  | 創元推理文庫  | 高橋恭美子 |                    |
| 6  | 赦されざる罪 | Grievous Sin            | 1993年8月  | 2001年6月  | ISBN 978-4-488-28209-7                                  | 創元推理文庫  | 高橋恭美子 | 茶木則雄巻末解説   |
| 7  | 逃れの町     | Sanctuary               | 1994年10月 | 2005年9月  | ISBN 978-4-488-28210-3                                  | 創元推理文庫  | 高橋恭美子 | 香山二三郎巻末解説 |
| 8  | 正義の裁き   | Justice                 | 1995年9月  | 2008年5月  | [上] ISBN 978-4-488-28211-0 [下] ISBN 978-4-488-28212-7 | 創元推理文庫  | 吉澤康子   | 訳者あとがき       |
| 9  | 死者に祈りを | Prayers for the Dead    | 1996年9月  | 2009年4月  | [上] ISBN 978-4-488-28213-4 [下] ISBN 978-4-488-28214-1 | 創元推理文庫  | 高橋恭美子 | 訳者あとがき       |
| 10 | 蛇の歯       | Serpent's Tooth         | 1997年8月  | 2010年1月  | [上] ISBN 978-4-488-28215-8 [下] ISBN 978-4-488-28216-5 | 創元推理文庫  | 吉澤康子   | 訳者あとがき       |
| 11 | 木星の骨     | Jupiter's Bones         | 1999年8月  | 2011年9月  | [上] ISBN 978-4-488-28217-2 [下] ISBN 978-4-488-28218-9 | 創元推理文庫  | 高橋恭美子 | 松浦正人巻末解説   |
| 12 | 新人警官の掟 | Stalker                 | 2000年8月  | 2012年5月  | [上] ISBN 978-4-488-28219-6 [下] ISBN 978-4-488-28220-2 | 創元推理文庫  | 吉澤康子   | 訳者あとがき       |
| 13 |              | The Forgotten           | 2001年8月  |            |                                                         |               |            |                    |
| 14 |              | Stone Kiss              | 2002年7月  |            |                                                         |               |            |                    |
| 15 |              | Street Dreams           | 2003年     |            |                                                         |               |            |                    |
| 16 |              | The Burnt House         | 2007年8月  |            |                                                         |               |            |                    |
| 17 |              | The Mercedes Coffin     | 2008年8月  |            |                                                         |               |            |                    |
| 18 | 目隠し鬼の嘘 | Blindman's Bluff        | 2009年8月  | 2016年1月  |                                                         | ハーパーBOOKS | 高橋恭美子 |                    |
| 19 | 血のない殺人 | Hangman                 | 2010年8月  | 2017年2月  |                                                         | ハーパーBOOKS | 林啓恵     |                    |
| 20 |              | Gun Games (Blood Games) | 2011年     |            |                                                         |               |            |                    |
| 21 |              | The Beast aka Predator  | 2013年     |            |                                                         |               |            |                    |
| 22 |              | Murder 101              | 2014年9月  |            |                                                         |               |            |                    |
| 23 |              | The Theory of Death     | 2015年     |            |                                                         |               |            |                    |
| 24 |              | Bone Box                | 2017年     |            |                                                         |               |            |                    |

## 主な登場人物
リナ・ラザラス (Rina Lazurus)
ユダヤ教神学院の数学教師。正統派ユダヤ教徒。シリーズ開始時26歳。瞳はサファイア色、腰まで届く髪は漆黒。
17歳の時に結婚した夫イツハクが、24歳の時に脳腫瘍で亡くなる。夫がラビ・シュルマンの優秀な愛弟子だったため、夫の死後も神学院で数学教師とミクヴェの管理人をしながらシュムエルとヤコブの2人の息子を育ててきたが、男子学生のための神学院で暮らす自分を異端者と感じており、いずれ出ていかなければならないと考えている。
両親はビバリーヒルズ在住。3人兄妹の末っ子で、長兄は医師、次兄はエルサレムのサトマル神学院にいる（ハシード）。
ピーター・デッカー (Peter Decker)
ロサンゼルス市警フットヒル署の刑事。シリーズ開始時38歳。マージやマイクルと組んで未成年犯罪と性犯罪を担当する。
郊外にある自宅は農場を兼ねており、馬を飼っている。愛犬のジンジャーは人なつっこいアイリッシュ・セッター。愛車は79年型のプリマス。
フロリダで8年間、警察官として働いた後、しばらくロサンゼルスで弁護士として仕事をし、ロサンゼルス市警に入った。別れた妻との間にの娘が1人いる。
自身が小学生の時に、両親から養子であることを聞かされる。実の両親はユダヤ人だが、バプティスト派の家庭で育ったため、自分がユダヤ人であるという自覚はなかった。リナとの結婚には自分がユダヤ人であることか、ユダヤ教徒である必要があり、自分がユダヤ人であることを明かすと育ての両親に対する裏切りのように感じたため、改宗を決意し、ラビ・シュルマンの元で勉強をする。
シュムエル（サミー）
リナの息子。シリーズ開始時8歳。ロサンゼルス・ドジャースの大ファン。心の優しい純真な子だが、少し頑固なところがある。
ヤコブ（ジェイク）
リナの息子。シリーズ開始時7歳。温厚で素直な性格。
シンシア（シンディ）・デッカー (Cindy Decker)
ピーターの娘。シリーズ開始時16歳。
マージョリー（マージ）・ダン
デッカーの同僚。大柄な女性。
趣味はフルートの演奏で、度々音楽家の恋人と演奏会を催すが、彼女自身の腕前は下手の横好きで、決して上手とは言えない。
マイクル・ホランダー
デッカーの同僚。ひょうきん者。
アーロン・シュルマン
神学院のラビ。70代。思慮深く、鋭い洞察力の持ち主。
出自がユダヤ人であるデッカーの師匠として、彼に様々なアドバイスをする。